# Englewood (Tennessee)
Englewood es un pueblo ubicado en el condado de McMinn en el estado estadounidense de Tennessee. En el Censo de 2010 tenía una población de 1.532 habitantes y una densidad poblacional de 325,36 personas por km².

## Geografía
Englewood se encuentra ubicado en las coordenadas 35°25′21″N 84°29′19″O / 35.42250, -84.48861. Según la Oficina del Censo de los Estados Unidos, Englewood tiene una superficie total de 4.71 km², de la cual 4.71 km² corresponden a tierra firme y (0%) 0 km² es agua.

## Demografía
Según el censo de 2010, había 1.532 personas residiendo en Englewood. La densidad de población era de 325,36 hab./km². De los 1.532 habitantes, Englewood estaba compuesto por el 94.52% blancos, el 0.65% eran afroamericanos, el 0.98% eran amerindios, el 0.26% eran asiáticos, el 0% eran isleños del Pacífico, el 0.85% eran de otras razas y el 2.74% pertenecían a dos o más razas. Del total de la población el 1.83% eran hispanos o latinos de cualquier raza.